# مارسيلو لاروندو
مارسيلو لاروندو (بالإسبانية: Marcelo Larrondo)‏ (16 أغسطس 1988 في الأرجنتين - ) هو لاعب كرة قدم أرجنتيني في مركز الهجوم. شارك مع منتخب تشيلي لكرة القدم. أما مع النوادي، فقد لعب مع تيغري وروزاريو سنترال وريفر بليت وسبورتيفو ديسامبارادوس وفيورنتينا ونادي تورينو ونادي سيينا وأتليتيكو بروغريسو ‏.

## وصلات خارجية
- مارسيلو لاروندو على موقع قاعدة بيانات كرة القدم.إي يو (الإنجليزية)
- مارسيلو لاروندو على موقع Soccerbase.com (لاعب) (الإنجليزية)
- مارسيلو لاروندو على موقع Soccerway.com (الإنجليزية)
- مارسيلو لاروندو على موقع عالم كرة القدم.نت (الإنجليزية)
- مارسيلو لاروندو على موقع AS.com (الإسبانية)